# Maruf (huyện)
Maruf là một huyện thuộc tỉnh Kandahar, Afghanistan. Dân số thời điểm năm 1999 là 27,408 người.